# Oberschlierbach
Oberschlierbach est une commune autrichienne du district de Kirchdorf en Haute-Autriche.